# Beckerschacht

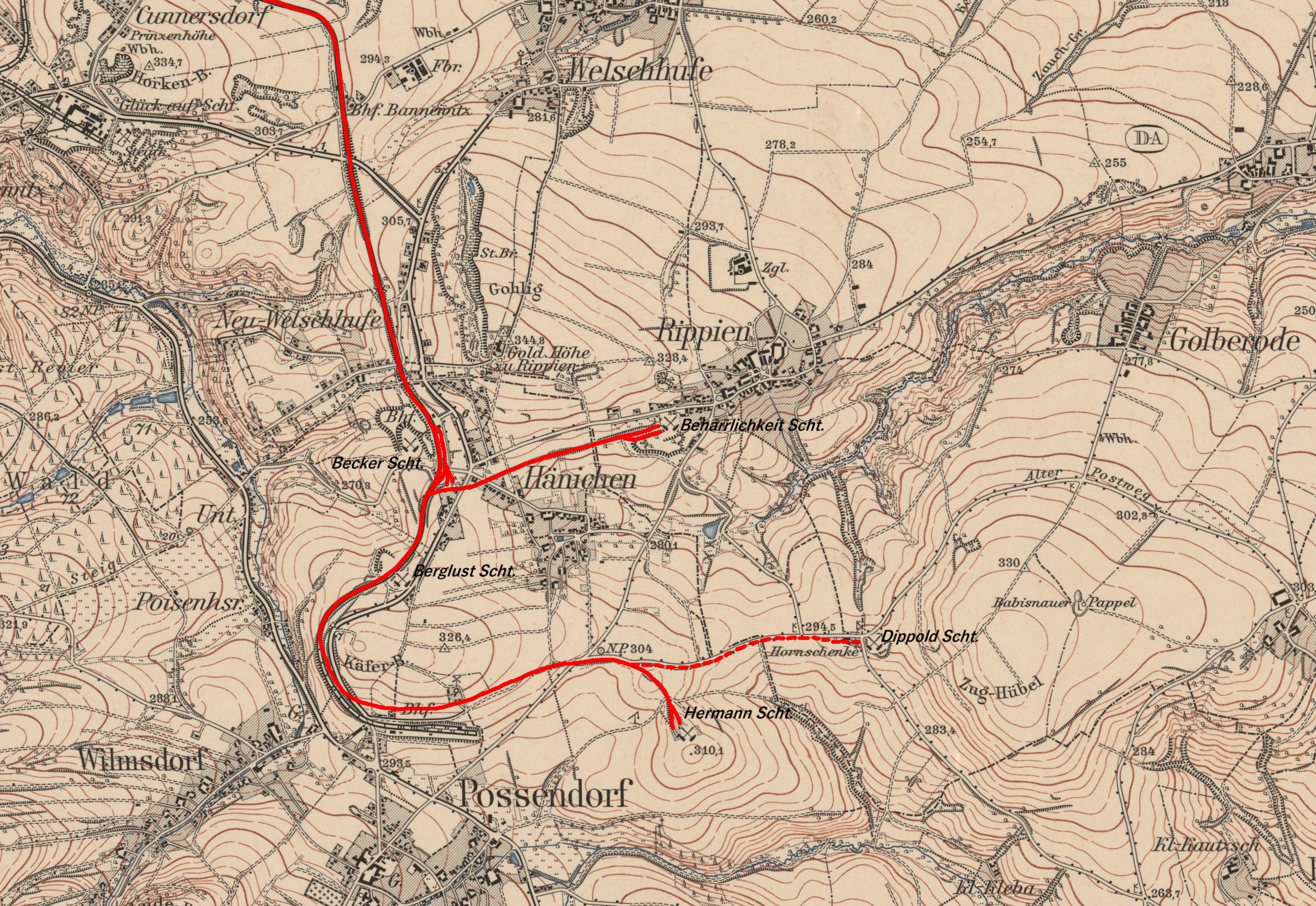
Karte der Schachtanlagen (Äquidistantenkarte, 1904)

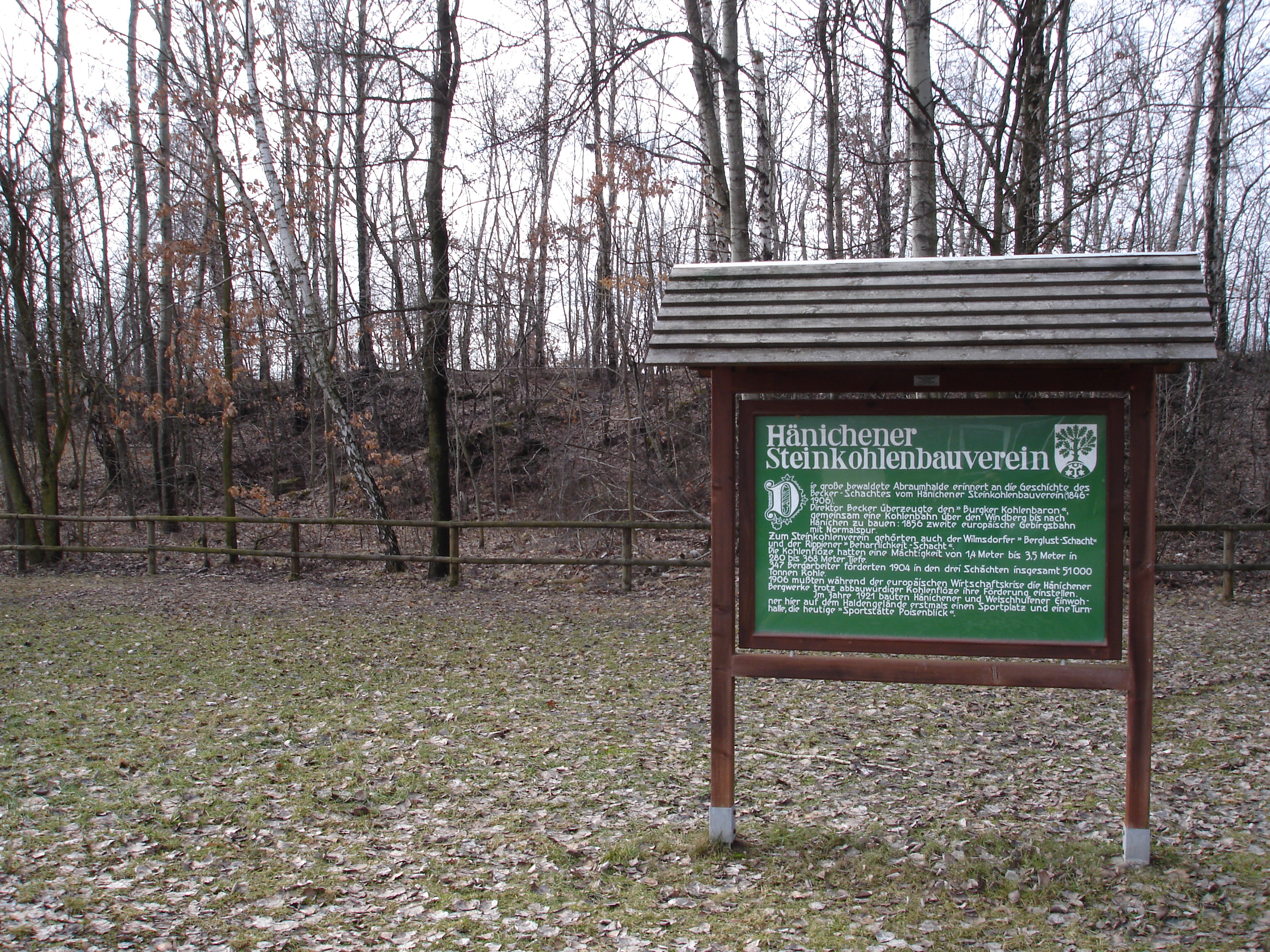
Halde des Beckerschachtes am früheren Bahnhof Hänichen-Goldene Höhe (2009)

Der Beckerschacht war eine Steinkohlengrube des Hänichener Steinkohlenbauvereins. Der Schacht lag im östlichen Teil der Steinkohlenlagerstätte des Döhlener Beckens auf Hänichener Flur.

## Geschichte
Der Hänichener Steinkohlenbauverein begann 1846 mit dem Teufen des Schachtes. Der Schacht stand unmittelbar in der von Südost nach Nordwest streichenden Beckerschachtverwerfung, die hier eine Sprunghöhe von 70 m erreicht. Der bei 308,50 m NN angesetzte Schacht  erreichte eine Teufe von 352,70 Metern. Im Jahr 1849 wurde das Schachttiefste erreicht. Von hier aus wurde das Nordostfeld ausgerichtet. Bei 282 Meter Teufe wurde ein Querschlag zur Erschließung des Südwestfeldes angeschlagen. Im Schacht selber wurde das 1. Flöz in einer nur 20 Meter breiten Scholle der Verwerfung  bei 306 Meter mit einer Mächtigkeit von 1,80 Metern durchteuft. Der Schacht besaß ein gemauertes, massives Treibehaus in der Bauart eines Malakoffturmes, allerdings mit völlig schmuckloser Fassade. Zur Förderung kam eine Dampfmaschine mit einer Leistung von 80 PS zum Einsatz. Die Dampfmaschine der Wasserhaltung leistete 36 PS.
Am 21. Oktober 1856 wurde der Anschluss des Schachtes an die neugebaute Hänichener Kohlenzweigbahn, die den Abtransport der Kohlen erheblich erleichterte, freigegeben. Am 1. April 1857 wurde der Verkehr aufgenommen.
Mit dem Schacht wurde das 3 Meter unter dem 1. Flöz liegende 0,30 Meter mächtige 2. Flöz und 1,80 Metern unter dem 2. Flöz das 1,00 Meter mächtige 3. Flöz durchteuft. Während das 2. Flöz nur eine Brandschieferlage ist, besteht das 3. Flöz aus harten schiefrigen Kohlen.
Das in der Umgebung des Beckerschachtes bis zu 3 Meter mächtige Hauptflöz erreichte in westlicher Richtung eine Mächtigkeit bis zu 5 Metern.
Im Jahr 1872 wurde im Schachtgelände eine Aufbereitungsanlage für Klarkohlen errichtet.
In den Jahren 1875 bis 1880 wurden die Schachtanlagen auf Initiative des Bergverwalters Richard Baldauf umfassend modernisiert.
1876 wurde der gesamte Schacht inklusive Schachtgebäude, Maschinenhaus und Fördermaschine um- und ausgebaut. In den Monaten Juli bis September wurde das Schachtgebäude teilweise abgerissen, eine neue Fördermaschine, eine Bobine, eingebaut der Schachtkopf ausgemauert und auch die Schachtbruchstelle von 1866 mit Mauerung versehen.
Im Jahr 1885 wurde die Förderung der im Revier des Berglustschachtes geförderten Kohlen übernommen. 1886 wurde für den Förderbetrieb eine Telefoneinrichtung von Siemens & Halske zwischen der Hängebank und den Füllörtern eingebaut. Im Oktober 1887 wurde die Streckenförderung mit Pferden aufgenommen. 1898 wurden die Restflächen des Berglustschachtes übernommen und abgebaut. Aufgrund des Fehlens weiterer Flächen für den Abbau wurden im Poisental ein fiskalischer Feldesteil und an der Grenze zu den Freiherrlich von Burgker Steinkohlen- und Eisenhüttenwerke Feldesteile von diesen gepachtet. Ab 1900 wurde nur noch zu einem geringen Teil im eigenen Feld abgebaut. In der Folgezeit erreichte man im Süden und Südwesten die Bauwürdigkeitsgrenzen. Im August 1905 wurden 50 Arbeiter entlassen. Die verbliebenen 30 Arbeiter förderten nur noch Kohle für den Eigenbedarf des Schachtes zur Aufrechterhaltung der Wasserhaltung und Bewetterung. Nach der Einstellung der Förderung im Juli 1906 wurde der Schacht noch im gleichen Jahr verfüllt. Das Treibehaus sprengte man am 23. April 1906.
Nach der Verwahrung des Schachtes schufen Hänichener und Welschhufener Einwohner 1921 auf der Halde einen Sportplatz mit Turnhalle, die heutige „Sportstätte Poisenblick“.
Im Jahr 1973 wurde der Schacht durch die Bergsicherung Dresden nachverwahrt.